# Blastobasis rubiginosella
Blastobasis rubiginosella é uma espécie de mariposa do gênero Blastobasis pertencente à família Coleophoridae.